# Tephrosia calophylla
Tephrosia calophylla là một loài thực vật có hoa trong họ Đậu. Loài này được Bedd. miêu tả khoa học đầu tiên.